# Рубі (телесеріал)
«Рубі» (ісп. Rubí) — мексиканська теленовела виробництва телекомпанії Televisa‎. У головних ролях Барбара Морі і Едуардо Сантамарина. Прем'єрний показ відбувся на каналі Las Estrellas 17 травня — 22 жовтня 2004 року.

## Сюжет
Рубі — вродлива студентка коледжу, яка мешкає разом з матір'ю та сестрою. Завдяки успіхам у навчанні вона отримує стипендію. Рубі знакомиттся з Марібель, дівчиною-інвалідом через нещасний випадок, який стався з нею в дитинстві, дарує їй комп'ютер та вчить спілкуватися в соціальних мережах. Одного разу Марібель знайомиться в Інтернеті з Ектором Феррером, який закохується в неї й пропонує зустрітися особисто...

## У ролях
| Актор               | Роль                             |
| ------------------- | -------------------------------- |
| Барбара Морі        | Рубі Перес Очоа де Феррер        |
| Едуардо Сантамарина | Алехандро Карденас Руїс          |
| Жаклін Бракамонтес  | Марібель де ла Фуенте            |
| Себастьян Рульї     | Ектор Феррер Гарса               |
| Ана Мартін          | донья Рефухіо Очоа де Перес      |
| Мануель Ландетта    | Лусіо Монтемайор, граф де Арагон |
| Ядіра Каррільйо     | Елена Наварро                    |
| Мігель Пісарро      | Лорето Ечагуе                    |
| Роберто Вандер      | Артуро де ла Фуенте              |
| Хосефіна Ечанове    | Панча Муньос                     |
| Лорена Веласкес     | Марі Чаваррія                    |
| Серхіо Гойрі        | Яго Пієтрасанта                  |
| Адріана Роель       | Ільда Мендес                     |

## Нагороди та номінації
TVyNovelas Awards (2005)
- Найкраща теленовела (Хосе Альберто Кастро).
- Найкраща акторка (Барбара Морі).
- Найкращий актор (Едуардо Сантамарина).
- Найкраща акторка другого плану (Ана Мартін).
- Найкраща музична тема (Рейлі Барба).
- Номінація на найкращого лиходія (Мануель Ландетта).
- Номінація на найкращого актора другого плану (Роберто Вандер).

TV Adicto Golden Awards (2010)
- Найкраща акторка десятиліття (Барбара Морі).

## Інші версії
| Рік  | Країна    | Українська назва | Оригінальна назва | Кількість | Кількість | В головних ролях                                                | Компанія                 | Канал         |
| Рік  | Країна    | Українська назва | Оригінальна назва | сезонів   | серій     | В головних ролях                                                | Компанія                 | Канал         |
| ---- | --------- | ---------------- | ----------------- | --------- | --------- | --------------------------------------------------------------- | ------------------------ | ------------- |
| 1968 | Мексика   | Рубі             | Rubí              | 1         | 53        | Фанні Кано, Антоніо Медельїн                                    | Telesistema Mexicano     | Canal 2       |
| 2010 | Філіппіни | Рубі             | Rubí              | 1         | 127       | Анджеліка Панганібан, Джейк Куенка, Шейна Магдаяо, Дітер Окампо | Dreamscape Entertainment | ABS-CBN       |
| 2012 | Ліван     | Рубі             | Ruby              | 1         | 95        | Сірін Абдельнур, Максім Халіл                                   | O3 Productions           | MBC1          |
| 2020 | Мексика   | Рубі             | Rubí              | 1         | 95        | Каміла Соді                                                     | Televisa                 | Las Estrellas |